# Sweet Jane
Sweet Jane är en låt skriven av Lou Reed och lanserad av rockgruppen The Velvet Underground, där Reed var medlem, på albumet Loaded 1970. Låten tillhör gruppens kändare, och Lou Reed fortsatte framföra den vid många tillfällen som soloartist. 1973 släpptes den som singel för den europeiska marknaden med "Rock & Roll" som b-sida.
Liveversioner av låten finns med Velvet Underground på albumen Live at Max's Kansas City (1972) och 1969: The Velvet Underground Live (1974), samt med Lou Reed solo på albumen Rock n' Roll Animal (1974) och Live: Take No Prisoners (1978).
Mott the Hoople spelade in en cover av låten till albumet All the Young Dudes 1972. Den har även spelats in av Brownsville Station och Cowboy Junkies.
2004 listades Velvet Undergrounds version som #342 i magasinet Rolling Stones lista The 500 Greatest Songs of All Time.